# Sichotanus eurygaster
Sichotanus eurygaster är en mångfotingart som först beskrevs av Carl Graf Attems 1898.  Sichotanus eurygaster ingår i släktet Sichotanus och familjen orangeridubbelfotingar. Inga underarter finns listade i Catalogue of Life.